# 失われた龍の系譜 トレース・オブ・ア・ドラゴン
『失われた龍の系譜 トレース・オブ・ア・ドラゴン』（うしなわれたりゅうのけいふ とれーすおぶあどらごん、原題：龍的深處 - 失落的拼圖、英題：Traces of a Dragon:Jacky Chan &His Lost Family）は、2003年に製作された香港のドキュメンタリー映画。

## 概要
メイベル・チャンがジャッキー・チェンから頼まれ、記録として彼の家族のインタビューを撮ったことをきっかけにドキュメンタリーとして作られた作品。
ジャッキーの母の体調が悪化し、それをきっかけに父の陳志平は今まで語られることのなかった家族にまつわる秘話をジャッキーに伝える。
本当の名字は陳ではなく房であること、国民党のスパイだった父とアヘン売りをして生活していた母は、日中戦争や国共内戦といった激動の中国史に翻弄され生き抜くために香港へ脱出したこと、両親は再婚同士でお互いに2人の息子と2人の娘がおり今も彼らは中国で生きていることなど、ジャッキーも知らなかった両親の秘密が次々に語られる。
その衝撃的な内容から香港や中国では劇場公開されず、アジア圏では唯一日本で劇場公開された。

## 出演
- 陳志平（チェン・ジーピン、房道龍（ファン・ダオロン））
- ジャッキー・チェン
- 陳月榮（チェン・ユエロン）
- 陳玉蘭（チェン・ユイラン）
- 陳桂蘭（チェン・クイラン）
- 房仕德（ファン・シーデ）
- 房仕勝（ファン・シーシェン）

## スタッフ
- 監督：メイベル・チャン
- ナレーション：ティ・ロン
- 製作総指揮：アレックス・ロー
- 製作：ウィリー・チェン、ソロン・ソー
- 音楽：ヘンリー・ライ
- 撮影：アーサー・ウォン
- 編集：リー・ミンウェン